# Heather Fell
Heather Rame Fell (ur. 3 marca 1983 w Plymouth) – angielska pięcioboistka nowoczesna, srebrna medalistka letnich igrzysk olimpijskich w Pekinie, mistrzyni i czterokrotna wicemistrzyni świata, dwukrotna mistrzyni Europy.

## Kariera
Pierwszym międzynarodowym sukcesem zawodniczki było zdobycie dwóch złotych i jednego srebrnego medalu na mistrzostwach świata juniorów w Atenach w 2003 roku na skutek kontuzji ścięgien musiała się wycofać w przez co straciła dotacje z angielskiego związku sportowego. Z powodu kosztów utrzymania musiała zawiesić studia na uniwersytecie w Bath i sprowadzić się z powrotem do rodziców. Utrzymywała się z pracy jako trener pływania, a barmanka i fizjoterapeutka. W 2008 zdobyła dwa brązowe medale mistrzostw świata w Budapeszcie oraz wicemistrzostwo olimpijskie w Pekinie, a rok wcześniej mistrzostwo Europy w sztafetach oraz wicemistrzostwo indywidualnie. 9 stycznia 2014 roku ogłosiła zakończenie kariery sportowej i poświęcenie się pracy w mediach.